# MV Namura Queen
El MV Namura Queen es un buque de carga japonés, de tipo granelero, adscrito a una compañía filipina y con puerto de origen en Panamá.

## Características
El Namura Queen es un granelero de tamaño Panamax construido por la empresa japonesa Sasebo Heavy Industries en los astilleros de la ciudad de Sasebo. Registrado en Panamá, su tripulación está formada por veinte personas, todas ellas filipinas. Tiene un tonelaje bruto de 47 146 toneladas y un peso muerto de 85 065 toneladas. Tiene 229 metros de eslora, por 38 m de manga y un calado de 6,9 m. Está propulsado por una sola hélice de paso fijo accionada por un motor diésel de 9.700 kW (13.000 CV).

## Incidente
El 15 de febrero de 2022, el Namura Queen partió de Porto Torres (Italia), rumbo a la ciudad portuaria ucraniana de Yuzhne para recibir un cargamento de grano, llegando a su destino el 23 de febrero. El 25 de febrero, mientras transitaba por el mar Negro, en dirección a Estambul (Turquía), después de haber partido de Yuzhne, el carguero fue alcanzado en su popa por los proyectiles disparados por un buque de guerra ruso que participaba en la invasión rusa de Ucrania. La explosión provocó un incendio en el buque, y uno de los veinte tripulantes recibió una leve herida en el hombro. El Namura Queen pudo continuar con su propia propulsión, pero fue asistido hasta un puerto turco de Yalova, por el remolcador ucraniano P&O Star, llegando el 27 de febrero.